# ТЕС Ель-Уед
ТЕС Ель-Уед – колишня теплова електростанція на сході Алжиру, яка працювала у вілаєті Ель-Уед, що займає пустельні райони на південь від гір Орес.
На початку 21 століття в Алжирі виникла проблема зростаючого енергодефіциту, для вирішення якої, зокрема, почали спорудження теплових електростанцій з мобільними газовими турбінами відносно невеликої одиничної потужності. Зокрема, для забезпечення Ель-Уеду встановили вісім турбін компанії Pratt & Whitney типу FT8 (розраховані на використання рідкого палива або природного газу), при цьому взимку 2012-го полчали роботу чотири турбіни потужністю по 17 МВт, а взимку наступного року до них приєднались чотири турбіни по 23 МВт.
У 2021 – 2022 роках всі турбіни з майданчику Ель-Уед були демонтовані, при цьому щонайменше частина з них була переміщена до лівійської столиці Триполі на умовах оренди.